# Kategoria e Parë 1952
La Kategoria e Parë 1952 fu la 15ª edizione della massima serie del campionato albanese di calcio disputato tra il 20 gennaio e il 10 luglio 1952 e concluso con la vittoria della Dinamo Tirana, al suo terzo titolo.
Capocannoniere del torneo fu Refik Resmja, giocatore del Partizani Tirana.

## Formula
Il numero di squadre passò da 14 a 21 e furono divise in 3 gironi da 7. Venne disputato un turno di andata e ritorno per un totale di 12 partite al termine delle quali le prime due vennero ammesse al girone per il titolo mentre le ultime 4 furono retrocesse.
Nel girone C il Spartaku Qyteti Stalin si ritirò facendo così disputare alle squadre 10 giornate così come il Dinamo Vlorë, classificatosi ultimo nei play-off.
Nel girone finale non vennero considerati i punti conquistati nella prima fase.
La Dinamo Vlorë si sciolse alla fine della stagione retrocedendo anch'essa.

## Classifica prima fase

### Gruppo A
|  | Pos. | Squadra          | Pt | G  | V  | N | P  | GF | GS | DR  |
|  | ---- | ---------------- | -- | -- | -- | - | -- | -- | -- | --- |
|  | 1.   | Dinamo           | 24 | 12 | 12 | 0 | 0  | 46 | 2  | +44 |
|  | 2.   | Puna Korçë       | 16 | 12 | 7  | 2 | 3  | 17 | 10 | +7  |
|  | 3.   | Puna Durrës      | 13 | 12 | 5  | 3 | 4  | 11 | 12 | -1  |
|  | 4.   | Spartaku Shkodër | 13 | 12 | 5  | 3 | 4  | 16 | 18 | -2  |
|  | 5.   | Puna Kavajë      | 10 | 12 | 4  | 2 | 6  | 16 | 22 | -6  |
|  | 6.   | Puna Gjirokastër | 6  | 12 | 2  | 2 | 8  | 14 | 26 | -12 |
|  | 7.   | Puna Fier        | 2  | 12 | 0  | 2 | 10 | 4  | 34 | -30 |

### Gruppo B
|  | Pos. | Squadra        | Pt | G  | V  | N | P | GF | GS | DR  |
|  | ---- | -------------- | -- | -- | -- | - | - | -- | -- | --- |
|  | 1.   | Partizani      | 24 | 12 | 12 | 0 | 0 | 64 | 3  | +61 |
|  | 2.   | Puna Shkodër   | 18 | 12 | 9  | 0 | 3 | 46 | 7  | +39 |
|  | 3.   | Puna Vlorë     | 15 | 12 | 7  | 1 | 4 | 24 | 21 | +3  |
|  | 4.   | Puna Berat     | 14 | 12 | 6  | 2 | 4 | 25 | 21 | +4  |
|  | 5.   | Spartaku Korçë | 5  | 12 | 2  | 1 | 9 | 10 | 45 | -35 |
|  | 6.   | Puna Lushnje   | 5  | 12 | 2  | 1 | 9 | 8  | 47 | -39 |
|  | 7.   | Puna Lezhë     | 3  | 12 | 0  | 3 | 9 | 7  | 40 | -33 |

### Gruppo C
|  | Pos. | Squadra                                | Pt | G  | V | N | P | GF | GS | DR  |
|  | ---- | -------------------------------------- | -- | -- | - | - | - | -- | -- | --- |
|  | 1.   | Puna Tiranë                            | 19 | 10 | 9 | 1 | 0 | 40 | 2  | +38 |
|  | 2.   | Dinamo Vlorë                           | 14 | 10 | 6 | 2 | 2 | 16 | 15 | +1  |
|  | 3.   | Luftëtari Sh.B.O. "Enver Hoxha" Tiranë | 11 | 10 | 5 | 1 | 4 | 15 | 10 | +5  |
|  | 4.   | Spartaku Pogradec                      | 10 | 10 | 4 | 2 | 4 | 9  | 14 | -5  |
|  | 5.   | Puna Elbasan                           | 5  | 10 | 2 | 1 | 7 | 12 | 32 | -20 |
|  | 6.   | Puna Shijak                            | 1  | 10 | 0 | 1 | 9 | 4  | 23 | -19 |
|  | 7.   | Spartaku Qyteti Stalin                 | 0  | 0  | 0 | 0 | 0 | 0  | 0  | 0   |

Legenda:

      Ammesso al girone finale
      Retrocesso in Kategoria e Dytë
Note:

Due punti a vittoria, uno a pareggio, zero a sconfitta.

## Girone finale
|                    | Pos. | Squadra      | Pt | G  | V | N | P | GF | GS | DR  |
| ------------------ | ---- | ------------ | -- | -- | - | - | - | -- | -- | --- |
| Albania (bandiera) | 1.   | Dinamo       | 16 | 10 | 7 | 2 | 1 | 28 | 4  | +24 |
|                    | 2.   | Partizani    | 15 | 10 | 7 | 1 | 2 | 25 | 8  | +17 |
|                    | 3.   | Puna Shkodër | 12 | 10 | 5 | 2 | 3 | 21 | 20 | +1  |
|                    | 4.   | Puna Korçë   | 8  | 10 | 2 | 4 | 4 | 7  | 16 | -9  |
|                    | 5.   | Puna Tiranë  | 7  | 10 | 3 | 1 | 6 | 14 | 17 | -3  |
|                    | 6.   | Dinamo Vlorë | 2  | 10 | 0 | 2 | 8 | 3  | 33 | -30 |

Legenda:

      Campione d'Albania
      Retrocesso in Kategoria e Dytë
Note:

Due punti a vittoria, uno a pareggio, zero a sconfitta.

## Verdetti
- Campione: Dinamo Tirana
- Retrocessa in Kategoria e Dytë:Spartaku Shkodër, Puna Kavajë, Puna Gjirokastër, Puna Fier, Puna Berat, Spartaku Korçë, Puna Lushnje, Puna Lezhë, Puna Elbasan, Puna Shijak, Spartaku Qyteti Stalin, Dinamo Vlorë